# Maylandia chrysomallos
Maylandia chrysomallos (Syn.: Metriaclima chrysomallos) ist eine Buntbarschart, die endemisch im Felslitoral von Mumbo Island im malawischen Abschnitt des ostafrikanischen Malawisees vorkommt.

## Merkmale
Maylandia chrysomallos wird etwa 9 cm lang und hat eine typische Mbuna-Gestalt. Geschlechtsreife Männchen sind hellblau mit sechs grauen Querbändern, einem goldenen Schimmer auf einigen Schuppen, besonders entlang der Seitenlinie. Der Bauch ist heller hellblau bis grün. Der Kopf ist grau mit zwei hellblauen Bändern zwischen den Augen, blauen Wangen, grünen Kiemendeckeln und einer grauen Kehle. Die Rückenflosse ist hellblau wie Rücken und Seiten. Die Querstreifung reicht in die Rückenflosse hinein. Die hintersten Flossenmembranen der Rückenflosse sind außen orange bis rostrot gefärbt. Die Afterflosse ist blau mit drei bis fünf Eiflecke. Die Schwanzflosse ist blaugrün gefärbt. Der Vorderrand der Bauchflossen ist blau, der Rest meist farblos. Der Bauchflossenhartstrahl und die ersten zwei Flossenmembranen können auch schwarz sein. Weibchen sind hell grünbeige und zeigen ebenfalls die sechs grauen Querbändern und den goldenen Schimmer auf einigen Schuppen und entlang der Seitenlinie. Ihr Kopf ist grau mit zwei hellblauen Bändern zwischen den Augen, grünen Kiemendeckeln und Wangen und einer weißen Kehle. Die hellblaue Grundfärbung und der goldene Schimmer unterscheidet die Art von Maylandia zebra aus demselben Verbreitungsgebiet.
Die Kiefer sind mit zwei bis drei Zahnreihen besetzt. Die Zähne der äußersten Zahnreihe sind meist zweispitzig, einige hinten liegende sind einspitzig. Die Zähne der inneren Zahnreihen sind dreispitzig. Auf dem ersten Kiemenbogen sitzen 11 bis 14 Kiemenrechen auf der Ceratobranchiale, 2 bis 3 auf der Epibranchiale und eine zwischen diesen Kiemenbogenelementen.
- Flossenformel: Dorsale XVII–XVIII/8–10, Anale III/6–8.
- Schuppenformel: SL 31–33.

Wie fast alle Malawiseebuntbarsche und alle Mbuna ist Maylandia chrysomallos ein Maulbrüter.